# Біттістаун (Нью-Джерсі)
Біттістаун (англ. Beattystown) — переписна місцевість (CDP) в США, в окрузі Воррен штату Нью-Джерсі. Населення — 4701 особа (2020).

## Географія
Біттістаун розташований за координатами 40°49′10″ пн. ш. 74°51′13″ зх. д. / 40.81944° пн. ш. 74.85361° зх. д. (40.819412, -74.853676).  За даними Бюро перепису населення США в 2010 році переписна місцевість мала площу 7,86 км², з яких 7,80 км² — суходіл та 0,06 км² — водойми.

## Демографія
Згідно з переписом 2010 року, у переписній місцевості мешкали 4554 особи в 1848 домогосподарствах у складі 1159 родин. Густота населення становила 579 осіб/км².  Було 2091 помешкання (266/км²).
Расовий склад населення:
| - 84,1 % — білих - 4,9 % — чорних або афроамериканців - 4,8 % — азіатів - 0,1 % — корінних американців - 3,8 % — осіб інших рас |

До двох чи більше рас належало 2,2 %. Частка іспаномовних становила 14,7 % від усіх жителів.
За віковим діапазоном населення розподілялося таким чином: 24,4 % — особи молодші 18 років, 66,4 % — особи у віці 18—64 років, 9,2 % — особи у віці 65 років та старші. Медіана віку мешканця становила 37,1 року. На 100 осіб жіночої статі у переписній місцевості припадало 93,6 чоловіків;  на 100 жінок у віці від 18 років та старших — 92,2 чоловіків також старших 18 років.
Середній дохід на одне домашнє господарство  становив 72 299 доларів США (медіана — 55 587), а середній дохід на одну сім'ю — 88 367 доларів (медіана — 63 302). Медіана доходів становила 44 082 долари для чоловіків та 41 484 долари для жінок. За межею бідності перебувало 5,9 % осіб, у тому числі 4,3 % дітей у віці до 18 років та 0,0 % осіб у віці 65 років та старших.
Цивільне працевлаштоване населення становило 2401 осіб. Основні галузі зайнятості: освіта, охорона здоров'я та соціальна допомога — 29,6 %, роздрібна торгівля — 13,4 %, фінанси, страхування та нерухомість — 12,0 %, науковці, спеціалісти, менеджери — 11,8 %.